# Pedro Lisperguer
Pedro Lisperguer de Wittenberg y Birlinguer, nombre castellanizado de Peter Lissperg Von Wittenberg Birling (Worms, 1530 - Panamá, 1604) fue un conquistador germano-español, antepasado de Catalina de los Ríos y Lisperguer.

## Biografía
Nació como Peter Birling Lissperg en 1530 en Worms, Alemania. Hijo de Peter Birling Von Wittenberg (n. 1503-fallecido el 24 de julio de 1567): un dedicado al comercio textil y luego al negocio de la madera, y posteriormente cónsul de Worms, y de Katharina Lissperg Von Wittenberg (n. 1503), una noble dama. Peter adoptó el apellido materno Lissperg debido a la gran influencia que poseía en el ducado de Sachsen-Wittenberg en Alemania.  
Su hermana Veronika Birling Lissperg (n. 1540-f. 1596), se casó con el presidente del consejo de Worms y consejero Bernhard Schlatt (f. 1592), el cual, al igual que su suegro, se dedicó inicialmente al comercio textil y luego al negocio de la madera. Mientras que, su hermano menor, Hans Birling Lissperg (n. 1540-f. 1597), también fue parte del Consejo de los Trece en Worms. Stephan Birling (f. 1618), su primo, procedente de Germersheim, también formó parte del mismo concejo. 

### En Europa
Desde su partida de Worms, en agosto de 1545, y durante los seis meses siguientes, Peter Lissperg comparte experiencias significativas con el emperador. A lo largo de su viaje por los Países Bajos, recorre las ciudades de Maastricht, Lovaina, Bruselas, Brujas, Amberes y Utrecht, donde no solo se maravilla con la belleza de estos lugares, sino que también se adentra en las corrientes intelectuales más avanzadas de su época. Luego, permanece en España durante diez años, donde tiene conocimiento de “El gran capitán”, el mito legendario de los Fernández de Córdoba. A través de los Suárez de Figueroa, el joven alemán se adentra en las figuras del Marqués de Santillana, Jorge Manrique, y Garcilaso de la Vega, príncipe de los poetas españoles.
Durante otros siete meses, permanece en Londres junto a Felipe II de España y el conde de Feria, su embajador en Inglaterra. Allí conoce a las más encumbradas personalidades del imperio, en una de las urbes más cosmopolitas del momento, siendo testigo de las enormes inercias y desafíos por las que atraviesa la corte inglesa. Asistió al matrimonio de Felipe II y María I de Inglaterra. Tras vivir grandes emociones y retos, el alemán abandona la isla en enero de 1555.  

### Expedición en América
Lissperg junto a Alonso de Ercilla, y otros cortesanos, parte el 15 de octubre de 1555, de Sanlúcar de Barrameda, Cádiz, junto al nuevo Virrey del Perú, don Andrés Hurtado de Mendoza, en dirección hacia las Indias. El grupo se verá confrontado con las difíciles navegaciones transoceánicas de la época y la experiencia casi irreal de cruzar el Istmo, todo ello compensado con la entrada triunfal que hacen en Lima, el 29 de julio de 1556, dónde Lissperg permanecerá unos meses al servicio del virrey antes de su partida a la épica guerra austral. 

### Conquista de Chile
Peter Lissperg enviado a América, pasa a Chile con García Hurtado de Mendoza en 1557, que se refiere a él como caballero notorio de los nobles de Alemania. Participó en la Guerra de Arauco con armas, caballos, criados y pertrechos a su costa. Desde 1555 mantiene una fuerza mercenaria de 10 soldados a sus expensas con los que participó en muchas acciones durante los gobiernos de Bravo de Saravia y Ruiz de Gamboa.  

## Rangos
Entre los cargos que Lisperguer ocupó estuvieron los de:
- Regidor de Santiago
- Alcalde de Santiago[3]
- Procurador de Lima
- Mayordomo del Virrey del Perú
- Gentilhombre de Lanza en 1604

## Matrimonio e hijos
Por orden del Virreinato del Perú, el alemán Peter Lissperg se vio obligado a castellanizar su nombre y asumir el linaje noble de su antepasado en Worms, con el fin de formalizar el sagrado vínculo católico con la noble criolla Águeda Flores, hija del también conquistador alemán castellanizado Bartolomé Flores y de la princesa inca Elvira de Talagante. Peter Lissperg asumió el nombre de Pedro Lisperguer de Wittenberg (ducado de Sachsen-Wittenberg).

### Descendencia
- Juan Rodulfo Lisperguer y Flores
- Bartolomé Lisperguer y Flores
- Fadrique Lisperguer y Flores
- Mauricio Lisperguer y Flores
- María Lisperguer y Flores, casada con el General D. Juan de Cárdenas y Añasco, con descendencia.
- Magdalena Lisperguer y Flores), sin sucesión.
- Catalina Lisperguer y Flores, casada con Gonzalo de los Ríos y Encío, padres de Catalina de los Ríos y Lisperguer, que junto a su hermana María, fueron acusadas de envenenar al Gobernador Alonso de Ribera.
- Pedro Lisperguer y Flores, casado con Da. Florencia Catalina Álvarez de Solórzano y Ortes de Velasco, con larga sucesión en Chile.

### Artículos
- Piedrabuena Ruiz-Tagle, Daniel. Los Lisperguer Wittemberg: Luces y sombras de una singular familia alemana presente en la historia de España y Chile. Atenea (Concepc.), diciembre de 2015, no.512, p.171-187. ISSN 0718-0462.
- Vázquez de Acuña, Isidoro. Revista de Estudios Históricos nº55, diciembre de 2013, Instituto Chileno de Investigaciones Genealógicas, "Una carrera hacia la cúspide: los Lisperguer Wittemberg, una familia alemana en el corazón de la Monarquía española", edición electrónica, 660 páginas, 2009.